# 津村節子
津村 節子（つむら せつこ、1928年（昭和3年）6月5日 - ）は、日本の小説家。本名は吉村 節子（よしむら せつこ、旧姓北原）。日本芸術院会員、文化功労者。名誉三鷹市民。
福井県福井市生まれ。1965年「玩具」で芥川賞、1990年『流星雨』で女流文学賞、1998年『智恵子飛ぶ』で芸術選奨文部大臣賞、2003年「長年にわたる作家としての業績」で恩賜賞・日本芸術院賞受賞。同年日本芸術院会員となる。2011年「異郷」で川端康成文学賞受賞。ふるさと五部作に『炎の舞い』、『遅咲きの梅』、『白百合の崖』、『花がたみ』、『絹扇』がある。夫も小説家の吉村昭。

## 略年譜
- 1928年6月5日 - 福井県福井市佐佳枝中町（現在の順化1丁目）に生まれる[2]。父北原芳司（長野県出身）、母とよ（埼玉県出身）の次女[2]。姉妹は6歳上の姉淑子、3歳下の妹和枝の三姉妹[2]。父は松文産業福井出張所所長で絹織物「丸マ」商店も経営[2]。
- 1935年4月 - 福井市栄冠幼稚園から順化尋常小学校（現・福井市順化小学校）に入学[2]。
- 1939年4月 - 東京へ転居[2]。病弱な津村の健康の事や姉妹たちの進路の事を考慮しての父の決断であった[2]。父芳司のみ福井県大野郡勝山町に単身で残った[2]。
- 1941年4月 - 高田第五尋常小学校（現・豊島区立目白小学校）を経て、東京府立第五高等女学校（現・東京都立富士高等学校）に入学[2]。1945年、戦時特例により4年生で繰り上げ卒業するまでの間に勉強できたのは3年余りで、農場作業、勤労奉仕や学徒報国隊として軍需工場で働く[2]。女学校在籍のまま、1944年文部省科学研究補助技術員養成所に6ヶ月間学ぶ[2]。
- 1947年4月 - ドレスメーカー女学院本科に入学。卒業後は疎開先で洋裁店を開き、姉妹の協力もあって商売は順調だったが、さらなる学力の充実を図るべく1950年に閉店する[2]。この頃から少女小説を書き、手書きの本を作る[2]。
- 1951年4月 - 学習院女子短期大学文学科国文学専攻に入学[2]。校友雑誌『はまゆふ』を創刊、編集長として活躍[2]。大学部の文芸雑誌『赤繪』にも参加する[2]。
- 1953年3月 - 短大卒業[2]。11月、『赤繪』の編集長であった吉村昭と結婚[2]。
- 1957年 - 雑誌編集者兼随筆家と同姓同名になるため、ペンネームを北原節子から津村節子に変える。映画評論家の津村秀夫、詩人の津村信夫兄弟が由来。
- 1959年3月 - 『華燭』を次元社より刊行。これが処女出版となる[2]。6月、『鍵』が第41回直木賞候補となる[2]。
- 1963年 - 『氷中花』と『弦月』が、それぞれ第49回、第50回の直木賞候補となる[2]。
- 1964年 - 『さい果て』が最終候補10作とともに『新潮』12月号に掲載され、第11回新潮社同人雑誌賞を受賞[2]。また、当作品は第52回芥川賞の候補となる[2]。
- 1965年7月 - 『玩具』（『文学界』5月号）で第53回芥川賞受賞[2]。女性の芥川賞受賞者としては6人目[2]。
- 1990年10月 - 『流星雨』により第29回女流文学賞を受賞[2]。
- 1995年4月 - 仁愛女子短期大学国文学科郷土文学研究センター顧問に着任[2]。5月、93年春季号より連載した『黒い潮』を河出書房新社より刊行[2]。9月9日、仁愛女子短期大学国文学科郷土文学研究センターに「津村節子文学室」を開設[2]。
- 1997年 - 9月21日、「津村節子文学室」の活動として「風花随筆文学賞[注 1]（ふくい風花随筆文学賞）」を設立[3]。
- 1998年3月 - 『智恵子飛ぶ』で平成9年度芸術選奨文部大臣賞を受賞[2]。
- 2001年11月 - 勲四等宝冠章を受章[4]。
- 2003年 - 福井県県民賞受賞[2]。6月、第59回恩賜賞・日本藝術院賞を受賞[2]。日本藝術院会員となる[2]。
- 2006年7月31日 - 夫の吉村昭がガンのため死去。
- 2011年 - 『異郷』で第37回川端康成文学賞、『紅梅』で第59回菊池寛賞を受賞[2]。
- 2016年 - 文化功労者選出。
- 2018年 - 紺綬褒章を受章[5]。

## 著書
- 『華燭』次元社 1959 - のち中公文庫 1985 - 「明日への盛装」の題で映画化（中村登監督）
- 『浮巣』光風社 1960
- 『玩具』文藝春秋 1965（芥川賞 1965） - のち集英社文庫（解説：広部英一）
- 『海鳴』講談社 1965 - のち文庫
- 『女の椅子』講談社 1967 - のち集英社文庫 1984（解説：安西篤子） - 昼ドラマ「愛の劇場」で「愛ってなに」の題でドラマ化
- 『青い実の熟すころ』集英社 1968
- 『夜光時計』新潮社 1969 - のち集英社文庫（解説：中村八朗）
- 『石の蝶』新潮社 1970 - のち集英社文庫（解説：落合清彦）
- 『風の吹く町』月刊ペン社 1970 - のち集英社文庫
- 『銀座 老舗の女』 東京書房社 1970
- 『白い焔』読売新聞社 1971 - のち集英社文庫
- 『さい果て』筑摩書房 1972 （新潮同人雑誌賞 1964）
- 『ふれあう心 女の生きがいと幸せの在処』 大和書房 1972
- 『婚約者』毎日新聞社 1972 - のち集英社文庫（解説：松本徹）
- 『欲望の海』講談社 1972 - のち文庫 1985
- 『葬女』筑摩書房 1973 - のち集英社文庫（解説：進藤純孝）
- 『女』読売新聞社 1973 - のち集英社文庫 1984（解説：松本徹）
- 『炎の舞い』毎日新聞社 1975
- 『日本やきもの紀行2』平凡社 1975
- 『娼婦たちの暦』講談社 1975
- 『星がゆれる時』光文社 1976 - のち集英社文庫（解説：大河内昭爾）
- 『書斎と茶の間』毎日新聞社 1976
- 『春の予感』文藝春秋 1976.5 - のち文庫
- 『みだれ籠 旅の手帖』読売新聞社 1977 - のち文春文庫 1989
- 『ガラスの階段』文藝春秋 1978 - のち文庫
- 『遅咲きの梅』中央公論社 1978.10 - のち文庫 1979、講談社文庫
- 『ひめごと』実業之日本社 1978 - のち集英社文庫 1984（解説：森常治）
- 『凍蝶』読売新聞社 1979 - のち集英社文庫
- 『春のかけら』講談社 1979 - のち文庫 1988
- 『重い歳月』新潮社 1980 - のち文春文庫
- 『遊園地』中央公論社 1980
- 『風花の街から』毎日新聞社 1980
- 『冬の虹』新潮社 1981
- 『心をつむぐ 伝統の美をささえるもの』大和書房 1981
- 『冬銀河』読売新聞社 1982
- 『空中楼閣』毎日新聞社 1982 - のち集英社文庫 1986
- 『母の部屋』集英社 1982
- 『白百合の崖-山川登美子・歌と恋』新潮社 1983 - のち文庫 1986
- 『海の星座』毎日新聞社 1984 - のち文春文庫
- 『女の引出し』文化出版局 1984 - のち中公文庫 1988
- 『千輪の華』新潮社 1985
- 『土と炎の里』中央公論社 1986 - のち文庫 1989
- 『女の居場所』海竜社 1987 - のち集英社文庫
- 『惑い』読売新聞社 1987
- 『幸福村』新潮社 1989
- 『青ほおずき』學藝書林 1989
- 『霧棲む里』講談社 1989 - のち文庫 1993
- 『流星雨』岩波書店 1990（女流文学賞） - のち文春文庫
- 『恋人』講談社 1990 - のち文庫
- 『花がたみ』中央公論社 1992
- 『茜色の戦記』新潮社 1993 - のち文庫
- 『黒い潮』河出書房新社 1995
- 『星祭りの町』新潮社 1996 - のち文庫
- 『光の海』文藝春秋 1996 - のち文庫
- 『智恵子飛ぶ』講談社 1997（芸術選奨文部大臣賞 1998） - のち文庫 2000
- 『幸福の条件』新潮社 1998
- 『花時計』読売新聞社 1998.11
- 『合わせ鏡』朝日新聞社 1999
- 『瑠璃色の石』新潮社 1999 - のち文庫
- 『菊日和』講談社 2002 - のち文庫
- 『絹扇』岩波書店 2003 - のち新潮文庫
- 『似ない者夫婦』河出書房新社 2003
- 『津村節子自選作品集』全6巻　岩波書店 2005

1．初期の短篇と、自伝作品「茜色の戦記」「星祭りの町」「瑠璃色の石」
2.「白百合の崖」、「智恵子飛ぶ」－山川登美子、高村智恵子の評伝小説
3．長編作品2編（「花がたみ」「絹扇」）　
4．歴史小説2編（「海鳴」「流星雨」）　
5．長編作品2編（「石の蝶」「黒い潮」）　
6．短篇作品16編（解説：高橋英夫）　
- 『土恋』筑摩書房 2005 - のち文庫
- 『櫻遍路』河出書房新社 2008
- 『ふたり旅　生きてきた証しとして』岩波書店 2008
- 『遍路みち』講談社 2010 - のち文庫
- 『紅梅』文芸春秋 2011 - のち文庫 2013
- 『夫婦の散歩道』河出書房新社 2012
- 『人生のぬくもり』河出書房新社 2013
- 『似ない者夫婦』河出書房新社 2013
- 『三陸の海』講談社 2013 - のち文庫
- 『遥かな道』河出書房新社 2014
- 『果てなき便り』岩波書店 2016
- 『時の名残り』新潮社 2017 - のち文庫
- 『明日への一歩』河出書房新社 2018
- 『虹色のあじさい 津村節子自選作品集』鳥影社 2022

### 共著編
- 『日本の名随筆 別巻38 嫁姑』編 作品社 1994
- 『愛する伴侶（ひと）を失って 加賀乙彦と津村節子の対話』集英社 2013、集英社文庫 2015

### 評伝
- 坂本満津夫『小説家・津村節子』おうふう、2003年
- 川西政明『道づれの旅の記憶　吉村昭・津村節子伝』岩波書店、2014年
- 谷口桂子『吉村昭と津村節子　波瀾万丈おしどり夫婦』新潮社、2023年